# Université Lille Nord de France
De Université Lille Nord de France is een consortium van universiteiten in Noord-Frankrijk nabij de grens met België, gesticht in 1562 in Dowaai, in 1854 in Rijsel (Frans: Lille).

## Campussen en universiteiten
- Universiteit van Rijsel
  - Campus in Villeneuve-d'Ascq - (ex-Universiteit Rijsel I), École Centrale de Lille
  - Campus in Ronchin - Faculteit der Sportwetenschappen
  - Campus in Rijsel - Faculteit der Rechtsgeleerdheid
  - Campus in Rijsel - Faculteit Geneeskunde, Faculteit Tandheelkunde, Faculteit Farmacologie
  - Campus in Villeneuve-d'Ascq - (ex-Université Charles de Gaulle des Lettres et Arts)
  - Campussen in Roubaix (Nederlands: Robaais) - Langues étrangères appliquées (Toegepaste talen) en Informatie en Communicatiewetenschappen (ex-Lille III)
- Katholieke Universiteit Rijsel
  - Campus in Rijsel - Vauban
  - Campus in Rijsel - Euratechnologies
  - Campus in Lomme
- Université d'Artois
  - Campus Université d'Artois in Dowaai (Frans: Douai), École des mines de Douai
  - Campus Université d'Artois in Atrecht (Frans: Arras), Letterenfaculteit
- Université du Littoral
  - Campus Université du Littoral in Boulogne-sur-Mer
- Université Polytechnique Hauts-de-France
  - Campus Université de Valenciennes
- Europees College voor Doctorandi Lille Nord-Pas de Calais.

## Geschiedenis
- 1562-1896 : Universiteit van Dowaai
- 1854 : Faculté des Sciences van Lille
- 1896-1968 : Universiteit van Lille
- 1968 : Campus Lille I, Lille II, Lille III, Valenciennes
- 1991 : Campus Littoral
- 1992 : Campus Artois
- 1997 : Europees College voor Doctorandi Lille Nord-Pas de Calais

## Lijst van alumni & professoren

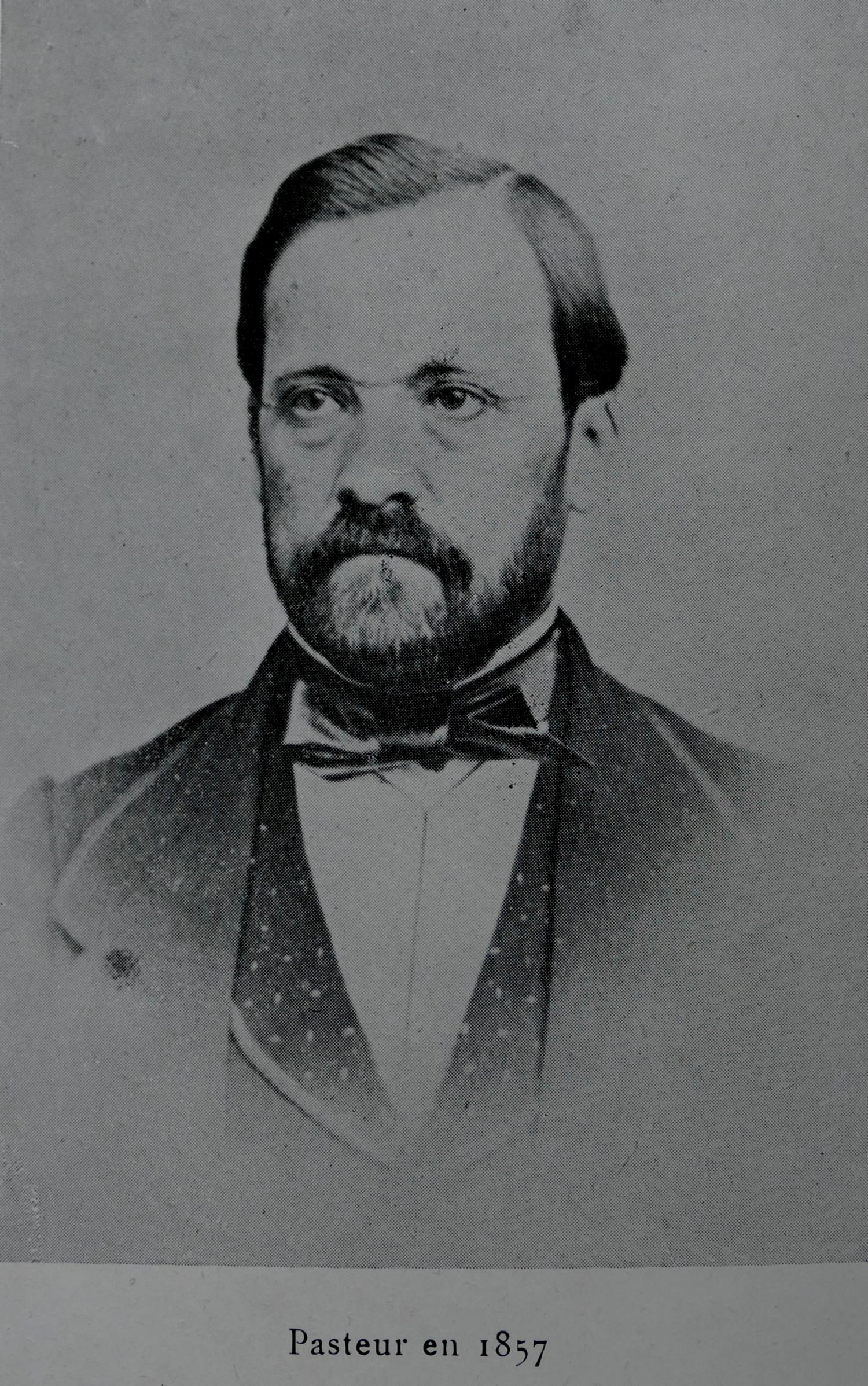
Louis Pasteur
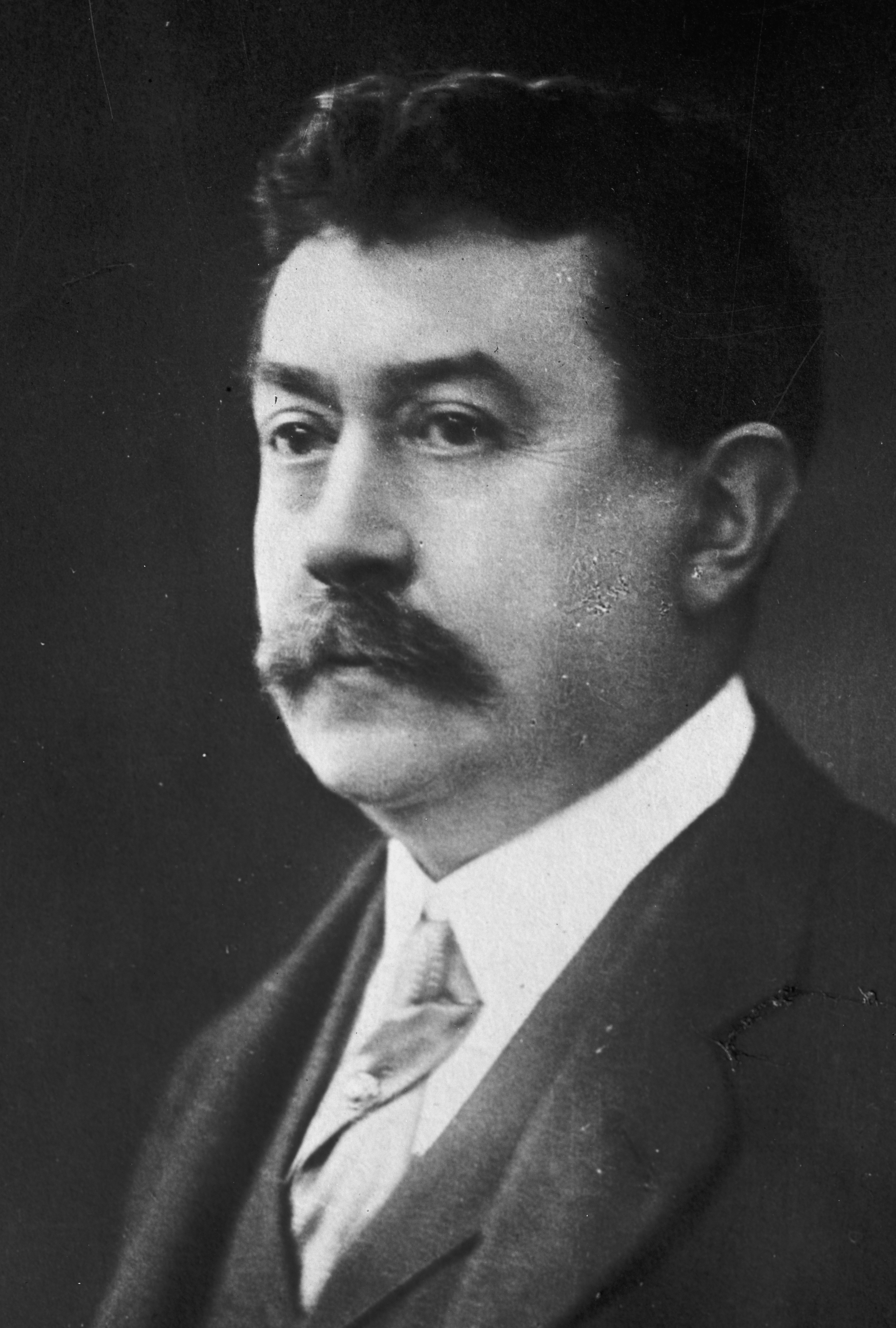
Paul Painlevé

Charles Barrois, Émile Borel, Pierre Bourdieu, Joseph Boussinesq, Henri Cartan, René Cassin (Nobelprijs), Albert Châtelet, Jean Chazy, Régis Courtecuisse, Guy Debeyre, Arnaud Decléty, René Deheuvels, Jean Delannoy, Paul Dubreil, Étienne Gilson, Joseph Kampé De Fériet, Frédéric Kuhlmann, Jacqueline Lelong-Ferrand, Jean-Baptiste Lestiboudois, Szolem Mandelbrojt, Benoît Mandelbrot, Henri Padé, Paul Painlevé, Louis Pasteur, Ernest Vessiot, Marc Zamansky.